# Ljiljana Gener
Ljiljana Gener (Karlovac, 29. svibnja 1928. – Zagreb, 3. prosinca 2010.) je bila hrvatska kazališna, televizijska i filmska glumica.

## Filmografija

### Televizijske uloge
- "Sumorna jesen" (1969.)
- "U registraturi" (1974.)
- "Zabranjena ljubav" kao gospođa Rosenstein (2006.)

### Filmske uloge
- "Plavi 9" kao Jelica (1950.)
- "Kurir Tonči - Truba" (1960.)
- "Moj stan" (1963.)
- "Na taraci" (1964.)
- "Prometej s otoka Viševice" (1964.)
- "Kužiš stari moj" (1973.)
- "Sokol ga nije volio" kao baka (1988.)
- "Gospodski život Stipe Zvonareva" kao majka (1988.)
- "Čudnovate zgode šegrta Hlapića" kao Jana (1997.)

### Sinkronizacija
- "Garfield" kao gđa. Baker (2004.)

## Vanjske poveznice
- Ljiljana Gener u internetskoj bazi filmova IMDb-u (engl.)
- Vijest o smrti glumice